# 好運卡達
好運卡達，是日本純種競賽馬匹。生涯活躍於中距離賽事，曾勝出京都新聞盃、札幌紀念及中京紀念。

## 出賽前
2004年5月20日出生於北海道千歲市社台牧場，成長途中於一口馬主俱樂部Shadai Race Horse Co. Ltd.進行馬主募集。
其後交由栗東訓練中心練馬師藤原英昭訓練。

## 競賽生涯

### 2歲
2006年8月13日出戰札幌競馬場2歲新馬戰，維持於後方位置下無法於直路衝出，最終以第十大敗。
調整及休養過後於12月出戰2歲未勝利戰，比賽途中逐步於後方位置變奏上前，進入直路後繼續加速衝刺，成功以2馬位優勢取得首勝，亦以2分1.6秒的完賽時間打破中京競馬場草地2000米賽道2歲紀錄。

### 3歲
2007年首戰為條件戰福壽草特別，比賽中再度採取變奏戰術，於進入直路時經已進佔領先位置，及後繼續維持走勢下輕鬆取得勝利。
其後選擇出戰彌生賞，但於其中僅跑獲第七，在每日盃中亦未能發揮實力以第八落敗。
由於未能勝出前哨戰加上賞金不足，其無法出戰經典三冠首關皋月賞，因而將目標轉為京都新聞盃。比賽開始後，其於中團位置穩步推進，於比賽途中一直處於約莫第八、九的位置，在最後彎道才抽出外檔望空。進入直路後，其隨即於中檔位置加速突破，最終以後600米34.4秒的末腳速度衝刺下成功壓制Rose Prestige及Sunrise Vega，取得首個分級賽冠軍。
其後出戰東京優駿（日本打吡），然而採取先行戰術下於直路開始失速，最終以第十一大敗。
進入秋季後，其出戰神戶新聞盃作為調整的一環，但於最後彎道受到阻滯需要墮後，未能重新上前下僅跑獲第六。
10月出戰經典三冠尾關菊花賞，但未能適應大長途賽事下於直路無法衝出加速，最終以第九的戰績落敗。
稍為休養後於年末出戰中日新聞盃，比賽初段進佔中團有利位置等待時機，於直路上發揮不俗的表現以凌厲的勢頭衝刺，最終僅不敵Sunrise Max及Direct Catch以第三完賽。

### 4歲
2008年首戰選擇為中京紀念，比賽途中選擇維持於中團位置穩步追走，於通過最後彎道時候逐步發力並衝出。進入直路後，其隨即以不俗的速度取得領先，及後繼續保持走勢成功壓制Senkaku及Wild Fire，以鼻位優勢取得冠軍。
但其後增程出戰日經賞失利，於直路稍微失速下以第六落敗。
完成日經賞後原定遠征新加坡挑戰新加坡航空國際盃，但於衞生條件等原因下無法出戰。
作為代替，其於5月31日出戰金鯱賞，但於比賽途中受到爛地的影響無法順利衝刺，最終以第十一大敗。
短暫放草後出戰函館紀念，但於狀態未完全下僅跑獲第七。
8月繼續出戰賽事，以二級賽札幌紀念作為目標。比賽開始後，其繼續採用自身擅長的居中戰術，維持於第八、九左右的位置等待時機，同時處於有遮擋狀態以減省體力消耗。進入直路下，其迅速於外檔加速爬升，不斷迫近前方下成功於最後關頭超越上年度有馬紀念冠軍梵高藝展，以頸位優勢取得第三個分級賽冠軍，同時亦以1分58.6秒的完賽時間打破札幌競馬場草地2000米賽道紀錄。
進入秋季後出戰一級賽秋季天皇賞，但最終以包尾第十七大敗，年末出戰福島紀念亦僅跑獲第十。

### 5歲
2009年於年初出戰京都紀念，本次比賽其採取後上戰術，一直處於最後方的位置追走，進入直路後雖然跑出全場最快末腳速度，但仍然未能逆轉局勢以第五落敗。
5月17日前往新加坡出戰新加坡航空國際盃，本次比賽再度以後上戰術展開，然而於直路上仍然未能做出突破，最終再度以第五完賽。
回國後於8月出戰札幌紀念，然而以第十五大敗，休養過後於年末以中日新聞盃作為目標亦未能跑出優秀戰績。

### 6歲
2010年以中京紀念作為首戰，比賽途中一直緊守先頭第六的有利位置，於直路上發揮出不俗的加速力，最終僅敗於關之影取得第二，顛覆第十二人氣的低評價。
其後出戰產經大阪盃，於中團位置展開賽事並嘗試在直路上前，但陷入阻滯下未能順利突圍，最終跑獲第五。
5月29日出戰金鯱賞，然而於直路上被騎師松田大作察覺異常，因而拉停中止。
賽後陣營隨即對其進行檢查，確認左腳第一趾關節出現脱臼，最終判斷為預後不良下被施以安樂死，享年6歲。

### 詳細賽績
| 日期       | 舉辦國家 | 馬場   | 距離   | 級別   | 賽事名稱         | 負重 | 騎師     | 馬號 | 出馬 | 名次     | 時間     | 頭馬（二馬）        |
| ---------- | -------- | ------ | ------ | ------ | ---------------- | ---- | -------- | ---- | ---- | -------- | -------- | ------------------- |
| 13/8/2006  | 日本     | 札幌   | 草1800 |        | 2歲新馬          | 55   | 藤田伸二 | 3    | 13   | 10       | 1:51.8   | Manhattan Bar       |
| 17/12/2006 | 日本     | 中京   | 草2000 |        | 2歲未勝利        | 55   | 中館英二 | 15   | 16   | 1        | 2:01.6   | （Meiner Vermelho） |
| 7/1/2007   | 日本     | 京都   | 草2000 |        | 福壽草特別       | 56   | 岩田康誠 | 8    | 9    | 1        | 2:04.1   | （Meine Intima）    |
| 4/3/2007   | 日本     | 中山   | 草2000 | JpnII  | 彌生賞           | 56   | 岩田康誠 | 14   | 14   | 7        | 2:01.7   | 喜氣滿盈            |
| 24/3/2007  | 日本     | 阪神   | 草1800 | JpnIII | 每日盃           | 56   | 岩田康誠 | 13   | 14   | 8        | 1:48.7   | Namura Mars         |
| 5/5/2007   | 日本     | 京都   | 草2200 | JpnII  | 京都新聞盃       | 56   | 岩田康誠 | 2    | 15   | 1        | 2:13.5   | （Rose Prestige）   |
| 27/5/2007  | 日本     | 東京   | 草2400 | JpnI   | 東京優駿         | 57   | 武豐     | 1    | 18   | 11       | 2:25.8   | 伏特加              |
| 23/9/2007  | 日本     | 阪神   | 草2400 | JpnII  | 神戶新聞盃       | 56   | 福永祐一 | 1    | 15   | 6        | 2:25.6   | 夢之旅              |
| 21/10/2007 | 日本     | 京都   | 草3000 | JpnI   | 菊花賞           | 57   | 福永祐一 | 7    | 18   | 9        | 3:05.9   | 淺草皇帝            |
| 2/12/2007  | 日本     | 中京   | 草2000 | JpnIII | 中日新聞盃       | 55   | 李慕華   | 13   | 16   | 3        | 1:58.7   | Sunrise Max         |
| 9/3/2008   | 日本     | 中京   | 草2000 | GIII   | 中京紀念         | 56   | 中館英二 | 2    | 18   | 1        | 1:58.4   | （Senkaku）         |
| 29/3/2008  | 日本     | 中山   | 草2500 | GII    | 日經賞           | 56   | 後藤浩輝 | 3    | 15   | 6        | 2:33.9   | 梵高藝展            |
| 31/5/2008  | 日本     | 中京   | 草2000 | GII    | 金鯱賞           | 57   | 中館英二 | 6    | 17   | 11       | 2:00.1   | 榮進代表            |
| 27/7/2008  | 日本     | 函館   | 草2000 | JpnIII | 函館紀念         | 57   | 横山典弘 | 3    | 14   | 7        | 2:00.7   | 東瀛隊長            |
| 24/8/2008  | 日本     | 札幌   | 草2000 | JpnII  | 札幌紀念         | 57   | 横山典弘 | 5    | 11   | 1        | 1:58.6   | （梵高藝展）        |
| 2/11/2008  | 日本     | 東京   | 草2000 | GI     | 秋季天皇賞       | 58   | 李慕華   | 12   | 17   | 17       | 1:58.8   | 伏特加              |
| 24/11/2008 | 日本     | 福島   | 草2000 | JpnIII | 福島紀念         | 58   | 松田大作 | 9    | 15   | 10       | 2:01.1   | Manhattan Sky       |
| 21/2/2009  | 日本     | 京都   | 草2200 | GII    | 京都紀念         | 58   | 杜滿萊   | 8    | 12   | 5        | 2:15.5   | 淺草皇帝            |
| 17/5/2009  | 新加坡   | 克蘭芝 | 草2000 | GI     | 新加坡航空國際盃 | 57   | 岩田康誠 | 10   | 12   | 5        | 1:59.97  | 冠軍風采            |
| 23/8/2009  | 日本     | 札幌   | 草2000 | GII    | 札幌紀念         | 57   | 岩田康誠 | 9    | 16   | 15       | 2:02.5   | 君主風範            |
| 12/2/2009  | 日本     | 中京   | 草2000 | GIII   | 中日新聞盃       | 57.5 | 中館英二 | 4    | 15   | 9        | 1:58.7   | 熱誠真摯            |
| 13/3/2010  | 日本     | 中京   | 草2000 | GIII   | 中京紀念         | 57   | 松田大作 | 18   | 18   | 2        | 2:02.2   | 關之影              |
| 4/4/2010   | 日本     | 阪神   | 草2000 | GII    | 產經大阪盃       | 57   | 松田大作 | 5    | 12   | 5        | 1:59.7   | T M Encore          |
| 29/5/2010  | 日本     | 京都   | 草2000 | GII    | 金鯱賞           | 57   | 松田大作 | 2    | 14   | 比賽中止 | 比賽中止 | 熱誠真摯            |

## 血統簡介
父系森林寶穴爲日本賽駒，生涯戰績優秀，曾勝出東京優駿（日本打吡）及日本盃。在乎爲愛爾蘭生產的意大利賽駒東來兵，曾勝出凱旋門大賽，退役後於日本配種，和週日寧靜及百仁時間被一同稱爲改變日本賽馬的三匹種馬。
母系Brilliant Cut為日本賽駒，生涯僅勝出條件戰級別的賽事。外祖父北方風味爲加拿大賽駒，於當地有不俗的戰績，退役後被社台集團引進日本作爲配種馬使用，於週日寧靜引入前一度爲日本最成功的種馬，於與當時象徵牧場的巴索隆齊名。

### 血統表
| 父線：Zeddaan系（Grey Sovereign系）                        |                                  |                    |               |
| 種馬 森林寶穴 1998年（棗色）                               | 東來兵 1983年（棗色）            | Kampala            | Kalamoun      |
| 種馬 森林寶穴 1998年（棗色）                               | 東來兵 1983年（棗色）            | Kampala            | State Pension |
| 種馬 森林寶穴 1998年（棗色）                               | 東來兵 1983年（棗色）            | Severn Bridge      | Hornbeam      |
| 種馬 森林寶穴 1998年（棗色）                               | 東來兵 1983年（棗色）            | Severn Bridge      | Priddy Fair   |
| 種馬 森林寶穴 1998年（棗色）                               | Dance Charmer 1990年（深棗色）   | 雷利耶夫           | 北地舞人      |
| 種馬 森林寶穴 1998年（棗色）                               | Dance Charmer 1990年（深棗色）   | 雷利耶夫           | Special       |
| 種馬 森林寶穴 1998年（棗色）                               | Dance Charmer 1990年（深棗色）   | Skillful Joy       | Nodouble      |
| 種馬 森林寶穴 1998年（棗色）                               | Dance Charmer 1990年（深棗色）   | Skillful Joy       | Skillful Miss |
| 繁殖雌馬 Brilliant Cat 1987年（棗色）                      | 北方風味 1971年（栗色）          | 北地舞人           | Nearctic      |
| 繁殖雌馬 Brilliant Cat 1987年（棗色）                      | 北方風味 1971年（栗色）          | 北地舞人           | Natalma       |
| 繁殖雌馬 Brilliant Cat 1987年（棗色）                      | 北方風味 1971年（栗色）          | Lady Victoria      | Victoria Park |
| 繁殖雌馬 Brilliant Cat 1987年（棗色）                      | 北方風味 1971年（栗色）          | Lady Victoria      | Lady Angela   |
| 繁殖雌馬 Brilliant Cat 1987年（棗色）                      | Genuine Diamond 1979年（深棗色） | Irish Ruler        | 勇者帝王      |
| 繁殖雌馬 Brilliant Cat 1987年（棗色）                      | Genuine Diamond 1979年（深棗色） | Irish Ruler        | Irish Witch   |
| 繁殖雌馬 Brilliant Cat 1987年（棗色）                      | Genuine Diamond 1979年（深棗色） | Diamonds for Dolly | Right Proud   |
| 繁殖雌馬 Brilliant Cat 1987年（棗色）                      | Genuine Diamond 1979年（深棗色） | Diamonds for Dolly | Polly Dale    |
| 雌系：號族：11                                             |                                  |                    |               |
| 五代內近親交配：北地舞人 3×、Lady Angela 5×4、Hyperion 5×5 |                                  |                    |               |

## 命名由來
名字Tascata Sorte（タスカータソルテ）於意大利語中，帶有「滿滿的幸福」之意思，香港則結合意譯及音譯，翻譯為「好運卡達」。

## 外部連結
- 好運卡達 netkeiba.com （页面存档备份，存于）
- 血統表